# Pantophaea
Pantophaea este un gen de molii din familia Sphingidae. 

## Specii
- Pantophaea favillacea - (Walker 1866)
- Pantophaea jordani - (Joicey & Talbot 1916)
- Pantophaea oneili - (Clark 1925)